# Battaglia di Fort Pillow
La battaglia di Fort Pillow, conosciuta anche come massacro di Fort Pillow, fu combattuta il 12 aprile 1864 a Fort Pillow sul fiume Mississippi, nei pressi di Henning, Tennessee, durante la guerra di secessione americana. La battaglia si concluse con il massacro dei soldati neri dell'Esercito dell'Unione che si erano arresi alle truppe dell'Esercito degli Stati Confederati comandate dal generale Nathan Bedford Forrest. Secondo lo storico militare David J. Eicher il massacro di Fort Pillow fu uno dei più drammatici e tristi eventi della storia militare americana.

## Antefatto
Fort Pillow, costruito a nord di Memphis dal generale Gideon Johnson Pillow nel 1862, era un insediamento militare utilizzato alternativamente da entrambi gli schieramenti in guerra durante il conflitto. Con la battaglia di New Madrid volta a favore delle forze dell'Unione, i confederati evacuarono Fort Pillow il 4 giugno, per non rimanere tagliati fuori dal resto dell'esercito sudista. Le forze dell'Unione occuparono il forte il 6 giugno, utilizzando lo stanziamento per difendere i varchi del fiume dalla parte di Memphis.
Sorgeva su un'alta scogliera, protetto da 3 linee di trincea disposte a semicerchio, con un parapetto di 1,2 metri e 2,5 metri di altezza, circondato da un fossato, ma durante la battaglia il sistema difensivo si rivelò svantaggioso per le truppe dell'Unione, poiché era impossibile sparare verso le truppe d'attacco se non arrampicandosi sul parapetto, esponendosi dunque al fuoco nemico. A supporto dei federali sul fiume era disponibile anche una cannoniera, che in caso di necessità sarebbe giunta in soccorso.
Il 16 marzo del 1864 Nathan Bedford Forrest iniziò una campagna al comando di una divisione di cavalleria con 7000 unità nell'ovest del Tennessee e nel Kentucky. L'obiettivo della campagna era quello di catturare prigionieri e interrompere i rifornimenti dell'Unione, distruggere le fortificazioni unioniste da Paducah a Memphis. Il corpo di cavalleria era composto da due brigate, una guidata dal Generale di Brigata James R. Chalmers e una dal Generale di Brigata Abraham Buford.
Il primo dei due scontri significativi della spedizione fu la battaglia di Paducah il 25 marzo, con gli uomini di Forrest che inflissero considerevoli danni alla città e alle forniture militari dell'Unione. Con la necessità di reperire altri rifornimenti, Forrest decise di avanzare verso Fort Pillow con circa 1 500 uomini (secondo alcune fonti 2 500). Una parte del distaccamento fu lasciata al comando di Buford, con l'intenzione di colpire nuovamente Paducah. In quel momento vi erano tra i 500 e i 600 uomini a Fort Pillow, che avevano cavalli e rifornimenti a cui Forrest mirava. Le forze dell'unione si dividevano quasi equamente in americani neri e americani bianchi.

## La battaglia
Forrest arrivò a Fort Pillow alle 10:00 del 12 aprile. In quel momento Chalmers aveva già circondato il forte. Una pallottola vagante colpì il cavallo di Forrest, abbattendolo e ferendo il generale nella caduta; fu il primo dei tre cavalli che perderà quel giorno. Il generale dispose una serie di tiratori scelti sui punti più alti che si affacciavano sul forte, esponendo gli occupanti al fuoco. Il Maggiore Lionel F. Booth, comandante in carica, morì sotto il tiro di uno dei cecchini, e il comando passò a William F. Bradford. Entro un'ora i confederati avevano già conquistato due file di baracche a circa 130 metri a sud del forte, con i soldati dell'Unione che fallirono nel tentativo di distruggere le postazioni prima che questi riuscissero a occuparle, morendo sotto il fuoco nemico.
I fucilieri e l'artiglieria continuarono le ostilità finché Forrest non fece recapitare una nota agli occupanti del forte, in cui veniva richiesta «una resa incondizionata delle vostre forze, e allo stesso tempo vi assicuro che sarete trattati come prigionieri di guerra»; a questo aggiunse che aveva ricevuto nuovi rifornimenti di munizioni, e che avrebbe tranquillamente potuto prendere il forte con la forza, con tutte le conseguenze del caso. Bradford replicò celando la sua identità, per non far pervenire ai confederati la notizia che Booth fosse morto, chiedendo un'ora di tempo per prendere una decisione in merito. Forrest, temendo che dal fiume potessero arrivare rinforzi dell'Unione, rispose concedendo solo 20 minuti, scaduti i quali avrebbe assaltato il forte. La risposta finale di Bradford fu che non si sarebbe arreso, e Forrest dunque ordinò al suo trombettiere di suonare la carica.
L'assalto confederato fu furioso. Mentre i cecchini mantenevano la propria posizione di tiro, una prima ondata di soldati entrò nel fossato, aiutando quelli successivi a superare la trincea, passando sulle loro schiene. Successivamente chi era già passato aiutò chi si trovava ancora nel fossato a salire, mentre i cecchini proteggevano l'avanzata. Mentre i tiratori mantenevano il loro fuoco di copertura, le truppe confederate avanzarono sul terrapieno, sparando sugli unionisti ammassati, che opposero una debole resistenza prima di ritirarsi ai piedi della scogliera, dove la cannoniera avrebbe dovuto coprirli sparando raffiche sugli invasori. La cannoniera però non sparò alcun colpo, poiché aveva le armi sigillate, anche se molto probabilmente il fuoco avrebbe creato molte più perdite agli unionisti piuttosto che ai confederati. I soldati in fuga furono circondati dal fuoco nemico e molti perirono, altri si gettarono nel fiume annegando o uccisi dai colpi dei tiratori sulla scogliera.

## Il massacro
Ci sono interpretazioni contrastanti e controverse su ciò che accadde dalle 16:00 al tramonto. Fonti unioniste e confederate convergono sul fatto che le truppe dell'Unione si arresero e gli uomini di Forrest si diedero al massacro a sangue freddo. I sopravvissuti del presidio di Fort Pillow dissero che molti gettarono a terra le armi arrendendosi, ma furono fucilati o infilzati con la baionetta dai confederati. La commissione di indagine sulla condotta della guerra investigò sull'incidente, arrivando alla conclusione che molti soldati dell'Unione furono uccisi dopo la resa.
Uno studio del 2002 conclude che le forze unioniste vennero indiscriminatamente massacrate dopo che queste avevano cessato di resistere o erano incapaci di opporre resistenza. Lo storico Andrew Ward nel 2005 giunge alla conclusione che oltre ai soldati uccisi dopo la resa vi furono molti civili neri che furono massacrati mentre tentavano la fuga, ma nessuno di questi comportamenti fu ufficialmente sanzionato dai comandanti confederati.
Scrive Andrew Ward che «Che il massacro fosse premeditato o spontaneo non cambia la questione che un massacro ha avuto luogo... c'è stato sicuramente, in ogni significato letterale del termine.»
In un rapporto ufficiale del Tenente Daniel Van Horn, delle truppe di colore dell'Unione, si afferma invece che al forte non vi fu nessuno che si arrese o chiese pietà, mentre in una testimonianza dell'altra unità presente al forte, dell'unico ufficiale sopravvissuto, si afferma che i soldati venivano sistematicamente uccisi nel momento in cui si arrendevano deponendo le armi. In una lettera di un sergente dei confederati scritta poco dopo la battaglia vi era riportato che «i poveri, delusi negri correvano verso i nostri uomini, si gettavano in ginocchio e con le mani alzate urlavano chiedendo pietà, ma gli veniva ordinato di alzarsi in piedi e successivamente venivano fucilati». Questa ricostruzione sarebbe compatibile con la versione secondo cui le perdite dell'Unione sarebbero state maggiori tra i soldati di colore.
Gli uomini di Forrest affermarono invece che, benché in fuga, i soldati dell'Unione continuavano a tenere le armi in pugno, voltandosi più volte per sparare, costringendo i confederati a rispondere al fuoco per autodifesa. A supporto di questa affermazione c'è il ritrovamento di numerosi fucili sulla scogliera che costeggia il fiume. Inoltre sembra che la bandiera dell'Unione continuasse a sventolare sul forte, indicando che la resa non era stata messa in atto ufficialmente. Secondo fonti giornalistiche dell'epoca il Generale Forrest pregò le truppe dell'Unione di arrendersi, ma queste non diedero alcun segno di resa. Simili notizie apparvero unitamente su giornali nordisti e sudisti del tempo.
Lo storico Allan Nevins scrisse che l'interpretazione dei fatti provocò alcune dispute, ma i nordisti videro solo una parte dell'evento. Sui giornali si leggeva dell'attacco a Fort Pillow come un massacro indiscriminato di prigionieri, con scene di violenza selvaggia.
Sul New York Times del 24 aprile si poteva leggere che «I neri e i loro ufficiali sono stati fatti oggetto di spari, colpiti con la baionetta e passati alla spada a sangue freddo... di oltre 400 soldati negri solo 20 si sono salvati! Almeno 300 di loro sono stati annientati dopo la resa! Questo è il rapporto dello stesso Generale ribelle Chalmers al nostro corrispondente.»
Ulysses Simpson Grant, che non era però presente alla battaglia, scrisse nelle sue memorie: «...Forrest, comunque, ripiegò rapidamente, e attaccò Fort Pillow, una postazione per la protezione della navigazione del fiume Mississippi. Il presidio consisteva in un reggimento di truppe di colore, fanteria, e un distaccamento della cavalleria del Tennessee. Queste truppe combatterono coraggiosamente, ma furono sopraffatte. Lascio al dispaccio di Forrest raccontare ciò che fece di loro. "Il fiume era morto" disse (Forrest), "con il sangue del massacro sparso su 200 yarde. Le perdite approssimative erano più di 500 morti, ma pochi ufficiali sono scappati. Le mie perdite sono state di 20 morti. Spero che questo dimostri ai nordisti che i soldati negri non possono competere con i sudisti." Successivamente Forrest fa un rapporto in cui omette la parte che ha scioccato l'umanità».
Secondo le ricostruzioni ufficiali le perdite non erano ingenti come stimate da Forrest.

## Dopo la battaglia
Le perdite per i confederati furono molto basse, con 14 morti e 86 feriti, mentre le perdite tra le truppe dell'Unione furono molto superiori. Dei 585-605 soldati presenti al forte si stima che siano morti tra i 277 e i 297 unionisti. Le perdite dell'Unione furono discriminate da selezione razziale. Di tutti i soldati neri presenti solo 58, il 20%, furono fatti prigionieri, mentre i soldati bianchi catturati vivi furono 168, il 60%. Non tutti i soldati fucilati dopo la resa erano neri, apparentemente anche il Maggiore Bradford subì la stessa sorte. La rabbia dei confederati nel trovarsi di fronte soldati neri e la loro iniziale riluttanza ad arrendersi, convinti che se lo avessero fatto sarebbero stati uccisi comunque, produsse la tragedia.
I confederati evacuarono Fort Pillow la sera stessa, guadagnando comunque poco nell'interruzione delle operazioni dell'Unione. Il massacro fu bandiera dell'Unione per sollevare la popolazione contro i sudisti fino alla fine della guerra.
Il 17 aprile del 1864 Ulysses Grant ordinò al generale Benjamin Franklin Butler, che si occupava di negoziare il rilascio dei prigionieri con i confederati, di chiedere a questi che lo scambio e il trattamento fosse identico sia per i prigionieri bianchi che per quelli neri. Un diniego in questo senso avrebbe rappresentato un rifiuto ad intraprendere accordi, e i prigionieri nelle loro mani sarebbero stati trattati di conseguenza. A questa richiesta il segretario di guerra confederato rispose negativamente, con le parole «dubito, comunque, che lo scambio di negri con i nostri prigionieri sarebbe tollerato.»
Fort Pillow, ora conservato come Fort Pillow State Park, è stato inserito tra i National Historic Landmarks nel 1974.